# Bataille d'Aughrim
Pour les articles homonymes, voir Aughrim.
Grande Alliance contre les catholiques  Français et Irlandais
Batailles
- Philippsbourg (1688)
- Sac du Palatinat (1689)
- Baie de Bantry (1689)
- Mayence (1689)
- Walcourt (1689)
- Fleurus (1690)
- Cap Béveziers (1690)
- La Boyne (1690)
- Limerick (1690)
- Staffarda (1690)
- Québec (1690)
- Coni (1691)
- Mons (1691)
- Leuze (1691)
- Aughrim (1691)
- La Hougue (1692)
- Namur (1692)
- Steinkerque (1692)
- Lagos (1693)
- Neerwinden (1693)
- La Marsaille (1693)
- Charleroi (1693)
- Saint-Malo (1693)
- Rivière Ter (1694)
- Camaret (1694)
- Texel (1694)
- Dieppe (1694)
- Bruxelles (1695)
- Namur (1695)
- Dogger Bank (1696)
- Carthagène (1697)
- Barcelone (1697)
- Baie d'Hudson (1697)

La bataille d'Aughrim a été la bataille décisive de la guerre orangiste en Irlande (en). Elle opposa les Jacobites aux forces de Guillaume III (les orangistes), le 22 juillet 1691, près du village d'Aughrim, dans le comté de Galway à l'ouest de Ballinasloe.
Ce fut la bataille la plus sanglante jamais menée sur le sol irlandais - plus de 7 000 personnes y trouvèrent la mort. Elle signifia la fin effective du jacobitisme en Irlande, même si la ville de Limerick tint bon jusqu'à l'automne 1691. 

## La campagne
À l'été 1691, l'armée des Franco-Irlandais, les Jacobites, était sur la défensive. L'année précédente, elle avait été défaite à la bataille de la Boyne et avait dû se retirer derrière le fleuve Shannon, qui forme un gigantesque fossé autour de la province de Connaught, renforcé par les places fortes de Sligo, de Limerick et d'Athlone, qui contrôlent ses points de traversée. L'armée jacobite attendait là dans l'espoir de recevoir, via les villes portuaires, notamment Galway et Limerick, une aide militaire de Louis XIV pour repartir à la conquête de l'Irlande.
Godert de Ginkell, le général néerlandais de Guillaume III d'Angleterre, avait franchi cette ligne de défense en traversant le Shannon à Athlone, Westmeath, après avoir pris la ville après un siège sanglant. Le général français jacobite, Charles Chalmont, marquis de Saint Ruth, se déplaça trop lentement pour venir au secours d'Athlone, car il dut rassembler ses troupes depuis leurs cantonnements et en recruter de nouvelles parmi les bandes de rapparees et les contingents des propriétaires fonciers irlandais. Ginkel traversa la ville de Ballinasloe, sur la route principale menant à Limerick et à Galway, avant de se retrouver bloqué au village d'Aughrim par l'armée du marquis de Saint Ruth, le 22 juillet 1691. Les deux armées comptaient environ 20 000 hommes chacune. L'armée de Saint Ruth était composée majoritairement de catholiques irlandais, alors que l'armée de Ginkell comprenait des protestants de diverses nationalités, notamment des Anglais, des Écossais, des Danois, des Néerlandais et des huguenots français, tous membres de la Ligue d'Augsbourg, ainsi que des protestants d'Ulster.
L'armée jacobite tenait une très forte position au village d'Aughrim. Saint Ruth avait déployé son infanterie le long d'une crête nommée « Kicommadan Hill ». La colline était bordée de murets de pierre et de haies, qui délimitaient les champs des paysans, mais qui pouvaient également être renforcés, afin d'être utilisés comme retranchements par l'infanterie jacobite. La gauche de la position était bordée par une tourbière, traversée par une unique chaussée, qui donnait sur le village, et un château en ruine. Sur l'autre flanc ouvert, le général Saint Ruth avait placé ses meilleurs fantassins et la majeure partie de sa cavalerie, commandée par Patrick Sarsfield.
Avant la bataille d'Aughrim, le marquis de Saint Ruth harangua ses troupes ainsi:
« Messieurs et soldats, je suppose que vous n'ignorez pas la gloire, que j'ai acquise, ni mon succès, ni mon bonheur, en supprimant l'hérésie en France, et en propageant la Sainte Foi Catholique. Je peux, sans vanité, être fier d'être l'heureux instrument, qui a permis à des milliers de pauvres âmes de revenir de leurs erreurs, aidé en cela par quelques membres de notre Église sainte et pure…

Vous n'êtes pas des soldats mercenaires, vous ne combattez pas pour gagner votre pain, mais pour vos vies, vos femmes, vos enfants, vos libertés et votre pays et pour rétablir le plus pieux des rois sur son trône... (faisant référence à Jacques II) »

## La bataille
La bataille commença par une offensive de Ginkell, s'attaquant au flanc ouvert de la position jacobite avec de la cavalerie et de l'infanterie. Cette attaque fut arrêtée net par de vigoureuses contre-attaques jacobites, et les orangistes, stoppés, se retranchèrent derrière des pieux amenés sur le terrain pour se protéger de la cavalerie. Au centre, l'infanterie orangiste, commandée par Hugh Mackay (en), tenta un assaut frontal contre l'infanterie jacobite, postée sur Kilcommadan Hill. Chaque fois que les troupes orangistes, composées principalement d'Anglais et d'Écossais, prenaient une ligne de tranchées, ils découvraient que les Irlandais s'étaient repliés, et qu'ils tiraient depuis la suivante. L'infanterie orangiste effectua trois assauts, et ce fut le premier qui alla le plus loin. Finalement le dernier fut repoussé avec de lourdes pertes par la cavalerie, qui poursuivit les orangistes jusque dans le marais, où plus d'un fut tué ou noyé. Profitant de la déroute, les jacobites poursuivants parvinrent à mettre hors d'état une batterie de canons orangiste.     
Ceci ne laissait plus qu'une seule possibilité à Ginkell, essayer de forcer le passage par la chaussée située sur l'aile gauche jacobite. Cette position aurait dû être imprenable, les attaquants étant concentrés dans un étroit passage, sous le feu des défenseurs du château. Mais ceux-ci étaient à court de munitions. L'Écossais Mackay mena cette quatrième offensive, essentiellement à l'aide de la cavalerie, en deux groupes : l'un le long de la chaussée et l'autre parallèlement au sud. Les Jacobites arrêtèrent cette attaque par un feu nourri depuis le château, quand ils constatèrent que leurs munitions de réserve, de fabrication britannique, ne convenaient pas à leurs mousquets, fournis par les Français. Les orangistes chargèrent alors de nouveau avec un régiment de cavalerie anglo-hollandais assez frais, sous les ordres de Henri de Massué. Seulement confrontés à un faible feu de mousqueterie, ils traversèrent la chaussée et atteignirent le village d'Aughrim en ne subissant que de faibles pertes. Le château tomba rapidement, et la garnison jacobite restante fut tuée. Henry Luttrell, commandant une unité de cavalerie jacobite, aurait pu alors renforcer la position de Burke, mais il préféra battre en retraite. On a dit qu'il était un traître et qu'il fut assassiné à Dublin vingt ans plus tard.
Le marquis de Saint Ruth semblait penser que la bataille pouvait être gagnée et on l'entendit crier : « ils s'en vont en courant, nous allons les pourchasser jusqu'aux portes de Dublin ! ». Mais, alors qu'il tentait de rejoindre sa cavalerie sur la gauche pour contre-attaquer et repousser la cavalerie orangiste, il fut décapité par un boulet de canon visant le groupe de cavaliers allant défendre le passage. À ce stade, la position des Jacobites s'effondra très rapidement : leurs cavaliers, démoralisés par la mort de leur commandant, s'enfuirent du champ de bataille, laissant le flanc gauche découvert, permettant aux orangistes de s'y engouffrer et d'envelopper les lignes jacobites. Les Jacobites de l'aile droite, voyant que la situation était désespérée, commencèrent à se disperser, bien que Patrick Sarsfield tentât d'organiser un combat d'arrière-garde. Ce départ laissa l'infanterie jacobite de Killcommadan Hill totalement exposée et encerclée. Ils furent massacrés par la cavalerie orangiste alors qu'ils essayaient de fuir, beaucoup d'entre eux ayant abandonné leurs armes afin de courir plus vite. Un témoin oculaire, George Storey, dit que la colline de Killcommadan Hill était couverte de corps, formant une masse comparable à un troupeau de moutons. De nos jours, cet endroit sur le flanc sud du champ de bataille est connu localement sous le nom de « Bloody Hollow » (« le Trou Sanglant »).

## Les conséquences
Les estimations des pertes des deux armées varient. On considère généralement que près de 7 000 hommes ont été tués à la bataille. La plupart des études récentes estiment que les pertes atteignirent 3 000 morts côté orangiste et 4 000 côté jacobite. Beaucoup des victimes jacobites étaient des officiers qu'il fut difficile de remplacer. En plus de cela, 4 000 autres jacobites soit désertèrent, soit furent faits prisonniers, et la meilleure partie de leur équipement et de leurs provisions fut perdue. Pour toutes ces raisons, Aughrim fut la bataille décisive de la guerre orangiste en Irlande (en). La ville de Galway capitula sans combat après la bataille, et le gros de l'armée jacobite rendit les armes peu après, après un court siège à Limerick. Selon un auteur, cette bataille reste « gravée dans la conscience irlandaise », et demeure connue dans la tradition irlandaise sous le nom de Eachdhroim un áir - "Le Massacre d'Aughrim ". Le poète contemporain gaélique Séamas Dall Mac Cuarta dit des morts irlandais : " C'était le massacre à Aughrim, où ils se trouvaient ; leurs os humides gisaient sans cercueil". Un autre poète a écrit: «Nos amis croupissent en grand nombre et leurs corps ont été laissés sans vie dans les montagnes, rongés par les vers».
Depuis qu'il a marqué la fin de la résistance irlandaise catholique jacobite, le village d'Aughrim a été, jusqu'au début du XIXe siècle, au centre des célébrations loyalistes en Irlande, le 12 juillet, en particulier par l'Ordre d'Orange. Par la suite, il a été supplanté par la commémoration de la bataille de la Boyne « le douze », en raison du changement introduit par le calendrier grégorien. On a aussi suggéré que la bataille de la Boyne avait la préférence, parce que les troupes irlandaises y sont plus facilement présentées comme lâches, alors qu'à Aughrim, elles avaient combattu avec courage.
Le site du champ de bataille d'Aughrim est récemment devenu l'objet de controverses en Irlande à l'occasion d'un projet de construction d'une nouvelle voie double, la N6 (route nationale), à travers l'ancien champ de bataille. Les historiens, les écologistes et les membres de l'Ordre d'Orange s'opposent à sa destruction.
Cette défaite d'Aughrim mit fin aux espoirs de Jacques II de reconquérir le trône. Il dut s'exiler définitivement en France. Les espoirs de la population irlandaise catholique de s'émanciper de la tutelle anglaise s'éteignirent également. Les soldats de Jacques II, notamment Patrick Sarsfield, s'exilèrent avec lui, pour la plupart en France, mais aussi en Espagne, quelques-uns allant offrir leurs services de mercenaires dans d'autres pays européens. En France, ils furent assez nombreux pour constituer des régiments irlandais au service du roi, et formèrent la Brigade irlandaise. Ces soldats exilés étaient particulièrement valeureux, car ils défendaient une cause perdue. On les a surnommés les Wild geese, les Oies sauvages en français.

## Sources
- (en) Cet article est partiellement ou en totalité issu de l’article de Wikipédia en anglais intitulé « Battle of Aughrim » (voir la liste des auteurs).
- Abbé James Mac-Geoghegan, Histoire de l'Irlande ancienne et moderne : tirée des monumens les plus authentiques, vol. 3, A. Boudet, 1763, [lire en ligne]
- Piers Waudchope, Patrick Sarsfield, Guillaume d'Orange, et de la guerre, Dublin 1992 ;
- J.G. Simms, Jacobite Irlande, Londres 1969 ;
- (en) G.A., Hayes McCoy, Irish Battles, Belfast 1990 ;
- (en) Eamonn O Ciardha, Ireland and the Jacobite cause - a Fatal Attachment, Dublin 2002 ;